# Felix Maly
Felix Maly (* 3. Mai 1994 in Werdau) ist ein deutscher Eisschnellläufer und hält den deutschen Rekord über 10.000 Meter.
Maly ist Polizeimeister und startet für den ESC Erfurt. Sein bisher größter Erfolg ist der 10. Platz bei den Einzelstreckenweltmeisterschaften 2019 und 2024 im Massenstart.